# Mazara del Vallo (stacja kolejowa)
Mazara del Vallo (wł. Stazione di Mazara del Vallo) – stacja kolejowa w Mazara del Vallo, w prowincji Trapani, w regionie Sycylia, we Włoszech. Stacja znajduje się na linii Palermo – Trapani.
Według klasyfikacji RFI ma kategorią srebrną.
Stacja składa się z dwupiętrowego budynku dworcowego, 2 peronów, w tym jeden posiadający wiatę peronową. 

## Linie kolejowe
- Palermo – Trapani